# Comitatul Birch Hills, Alberta
Comitatul Birch Hills, din provincia Alberta, Canada   este un district municipal situat în est și central în Alberta. Districtul se află în Diviziunea de recensământ 19. El se întinde pe suprafața de 2,856.69 km2  și avea în anul 2011 o populație de 1,582 locuitori.
Cities Orașe
--
Towns Localități urbane
--
Summer villages Sate de vacanță
--
Hamlets, cătune
- Eaglesham
- Peoria
- Tangent
- Watino
- Wanham

Așezări
- Belloy
- Codesa
- Heart Valley

1. 1 2  Population and dwelling counts, for Canada, provinces and territories, and census subdivisions (municipalities), 2016 and 2011 censuses – 100% data (în engleză), 20 februarie 2019